# Caragana buriatica
Caragana buriatica är en ärtväxtart som beskrevs av Galina A. Peschkova. Caragana buriatica ingår i släktet karaganer, och familjen ärtväxter. Inga underarter finns listade i Catalogue of Life.